# 해성산업
해성산업 주식회사는 서울특별시 강남구 테헤란로 508에 본사를 둔 대한민국의 지주회사이다.

## 역사
창업자 단사천 회장(황해도 서흥 출신, 1914년생)이 서울로 내려와 1937년 재봉틀조립회사 일만상회라는 가게를 차려 모은 재산으로 1945년 이후 해성직물상회를 설립하였다.

## 논란
2018년 유통주식이 적고, 재무제표가 안정적인 해성산업의 주가를 2년 10개월에 걸쳐 2만 4750원에서 6만 6100원까지 꾸준히 상승시켜 주가조작 사범 총 14명이 부당이득을 취득하여 검찰에 적발된 적이 있다.